# 이토 미키 (축구 선수)
이토 미키(일본어: 伊藤 美紀, 1995년 9월 10일 ~ )는 일본의 여자 축구 선수이다.

## 구단 경력
WE리그의 INAC 고베 레오네사, 우라와 레즈에서 활동했다.

## 국가대표팀 경력
그녀는 2012년 FIFA U-17 여자 월드컵에 참가할 일본 U-17 국가대표팀에 발탁되었으며, 2경기에 출전했다.